# Thomas Earle
Ne doit pas être confondu avec Thomas Erle.
Thomas Earle (21 avril 1796 - 14 juillet 1849) était un journaliste, avocat et homme politique américain. Fils de Pline Earle, il est né à Leicester dans le comté de Worcester (Massachusetts), descendant de Ralph Earle, l’un des premiers pétitionnaires du roi Charles Ier pour fonder l’État de Rhode Island. 

## Biographie
Thomas Earle a fait ses études à l’académie de Leicester. En 1817, il s’installe à Philadelphie, où il se livre à des activités commerciales pendant quelques années, mais étudie par la suite le droit et exerça sa profession. Il se distingue également en tant que journaliste, éditant successivement le Columbian Observer, le Standard, le Pennsylvanianian, le Pennsylvania Freeman et le Mechanics' Free Press. 
En 1837-1838, Earle fut délégué à la convention constitutionnelle pour réviser la constitution de la Pennsylvanie. Il y pris une part active en préconisant l’extension du droit de vote aux Afro-Américains. avec Thaddeus Stevens. Sa défense du droit de vote des Noirs fut cependant infructueuse. et il perdra sa popularité auprès du Parti démocrate
Il est candidat à la vice-présidence de l’élection présidentielle de 1840. il s’est présenté sur le ticket du Parti de la Liberté avec James G. Birney. Bien qu’ils aient recueilli moins de sept mille voix, leur électorat deviendra le germe du Parti républicain.
Il meurt à Willow Grove, en Pennsylvanie, en 1849, à l’âge de 53 ans.

### Source
- (en) Cet article est partiellement ou en totalité issu de l’article de Wikipédia en anglais intitulé « Thomas Earle (homme politique américain) » (voir la liste des auteurs).